# Calum Davenport
Calum Raymond Paul Davenport (ur. 1 stycznia 1983 w Bedford) – angielski piłkarz występujący na pozycji środkowego obrońcy.

## Kariera klubowa
Davenport pochodzi z Bedford. Swoją karierę piłkarską rozpoczął w roku 2000 w drużynie Coventry City. Zadebiutował w niej 19 maja 2001 w ligowym meczu z Bradford City. W tym samym sezonie jego drużyna spadła z Premier League. W następnym sezonie Davenport wystąpił tylko trzech meczach. 17 sierpnia 2002 w wygranym 2:1 meczu z Reading strzelił swoją pierwszą bramkę dla klubu. W tym samym sezonie, w którym wystąpił w 37 meczach i zdobył trzy bramki i otrzymał także tytuł Młodego Piłkarza Roku stał podstawowym piłkarzem swojej ekipy. W sezonie 2003/2004 został wybrany Piłkarzem Roku w klubie. W sierpniu 2004 przeszedł do Tottenhamu Hotspur za kwotę 3 milionów funtów. Łącznie dla Coventry City zaliczył 75 ligowych występów, strzelając w nich trzy bramki. Dziesięć dni później Tottenham wypożyczył go do West Hamu United. Zadebiutował w nim dwa dni później w ligowym spotkaniu z Sheffield United. Niespełna trzy miesiące po powrocie z wypożyczenia, 22 listopada zadebiutował w meczu z Aston Villą zadebiutował w drużynie Tottenhamu. Następnie, 3 stycznia 2005 został ponownie wypożyczony, tym razem do Southampton. W koszulce Świętych zadebiutował dwa dni później w zremisowanym 3:3 ligowym meczu z Fulham. Davenport wystąpił jeszcze w sześciu meczach w Premier League, po czym 16 maja powrócił na White Hart Lane. We wrześniu został jeszcze wypożyczony do Norwich City, w którym pierwszy występ zaliczył 13 września w ligowym meczu z Watford a pierwszą i jedyną bramkę zdobył w zremisowanym 2:2 spotkaniu z Coventry City. Po powrocie do Tottenhamu Davenport stał się jego podstawowym zawodnikiem. 17 grudnia 2006 w wygranym 2:1 meczu z Manchesterem City zdobył swoją pierwszą bramkę w klubie. 18 stycznia 2007 podpisał trzyletni kontrakt na sumę 3 milionów funtów z West Hamem United. W nowym klubie zadebiutował trzy dni później w meczu z Newcastle United. W pierwszym roku gry w ekipie Młotów wystąpił tylko w sześciu meczach, więc 18 stycznia 2008 został wypożyczony na półtora tygodnia do Watford. W tym czasie zagrał tam w jednym meczu. Następnie, 30 sierpnia w wygranym 4:1 meczu z Blackburn Rovers zdobył swoją pierwszą i jak dotąd jedyną bramkę dla West Hamu. 2 lutego 2009 roku Davenport został ponownie wypożyczony, tym razem do Sunderlandu. W drużynie tej rozegrał osiem ligowych spotkań, po czym, po zakończeniu sezonu powrócił do Londynu. W marcu 2010 roku Davenport rozwiązał kontrakt z West Ham United.

## Kariera reprezentacyjna
Davenport grał w reprezentacji swojego kraju U-17 i U-19. Zaliczył także 8 występów w kadrze do lat 21.

## Życie prywatne
21 sierpnia 2009 roku Davenport i jego matka zostali zaatakowani nożem, przebywając w swoim domu w Bedford.